# Christoffer Rambo
Christoffer Rambo (18. studenog 1989., Sandefjord Norveška) je norveški rukometaš i nacionalni reprezentativac. Trenutno je član francuskog Dunkerquea.
Rukometaš je nakon karijere u domovini, 2010. otišao u španjolski BM Valladolid za koji je igrao jednu sezonu. Nakon toga se vraća u Norvešku gdje je s Elverum IL-om 2012. osvojio naslov nacionalnog prvaka. U ljeto iste godine Christoffer Rambo potpisuje za francuski Dunkerque.
Rambo je za norvešku reprezentaciju debitirao 22. siječnja 2009. na utakmici Svjetskog prvenstva u Hrvatskoj protiv susjedne Danske. Norveška je tu utakmicu izgubila s 32:28.

## Vanjske poveznice
- Profil rukometaša na Handball.no
- Profil rukometaša na Eurohandball.com  Arhivirana inačica izvorne stranice od 3. ožujka 2016. (Wayback Machine)